# A24 (autoestrada)

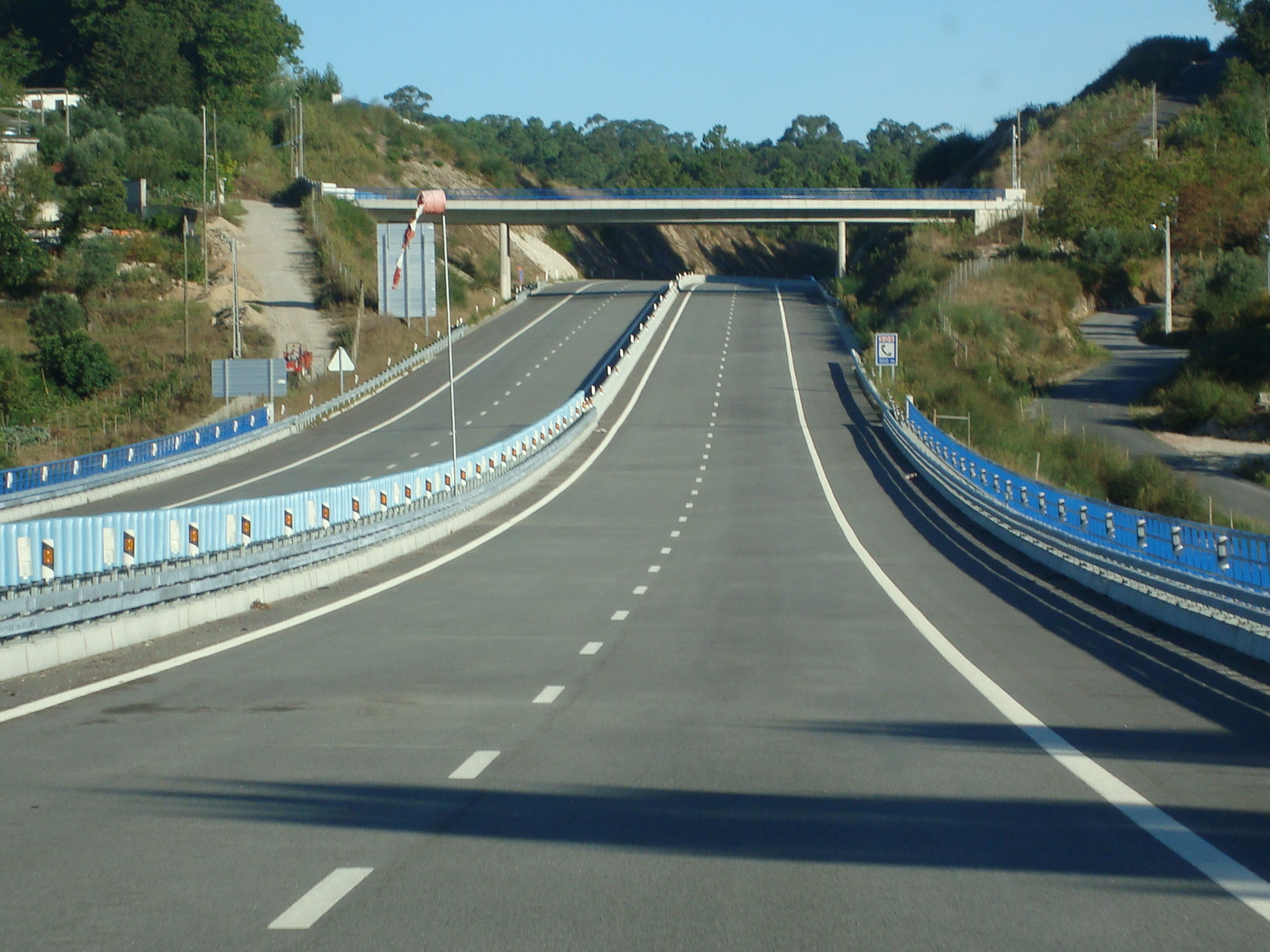
A24, perto de Viseu.

A A24 ou Autoestrada do Interior Norte é uma autoestrada portuguesa, que liga a cidade de Viseu com a cidade de Chaves, seguindo até à fronteira com a Espanha, ligando a sub-região Viseu Dão-Lafões, pertencendo à Região Centro, com as sub-regiões do Douro e do Alto Tâmega, pertencendo à Região Norte, tendo uma extensão total de 162 km.
Em Viseu, a autoestrada começa no sul da cidade, tendo um nó com a A25, que segue direção a oeste a Aveiro e direção a leste à Guarda, e com o IP3, que segue direção a sul a Coimbra. Seguindo à cidade de Vila Real, a autoestrada tem um nó com a A4, que segue direção a oeste ao Porto e direção a leste a Bragança. Chegando a Vila Pouca de Aguiar, a autoestrada tem um nó com a A7, que segue direção a oeste a Guimarães e à Póvoa de Varzim.
A autoestrada corresponde ao antigo IP3 e o primeiro troço sendo classificado como uma autoestrada foi em 2003 entre Castro Daire e Bigorne, tendo uma extensão de 8,4 km. Os troços até Viseu, junto com o nó com a A25, foram classificados como autoestrada entre 2003 e 2006, tendo mais 40 km de extensão. O troço até Vila Real, através do nó com a A4, foi classificado em 2004, com mais 46 km de extensão, e os troços até Chaves foram classificados entre os anos de 2004 e 2006, com mais 67 km de extensão, junto com o nó com a A7. A ligação até Espanha foi aberta em 2010, tendo mais 1 km de extensão.
A Norscut é a concessionária da autoestrada, que tinha um regime de portagem eletrónicas em todo o seu percurso, concessionada à Ascendi. A autoestrada era até 2011 uma autoestrada SCUT (sem custos para o utilizador), sendo gratuita. O regime de gratuitidade voltou a ser aplicado desde 1 de janeiro de 2025.
A autoestrada faz parte da Estrada Europeia 801.

## Estado dos troços
| Troço                                   | Situação          | km |
| --------------------------------------- | ----------------- | -- |
| Viseu A 25 –Viseu (norte)               | Em serviço (2006) | 7  |
| Viseu (norte)–Castro Daire              | Em serviço (2005) | 36 |
| Castro Daire–Bigorne                    | Em serviço (2003) | 10 |
| Bigorne–Vila Real A 4                   | Em serviço (2004) | 47 |
| Vila Real A 4 –Vila Pouca de Aguiar A 7 | Em serviço (2007) | 23 |
| Vila Pouca de Aguiar A 7 –Chaves        | Em serviço (2006) | 38 |
| Chaves–Fronteira Espanha                | Em serviço (2010) | 1  |

## Perfil
| Troço                         | Perfil | Extensão |
| ----------------------------- | ------ | -------- |
| Viseu A 25 –Fronteira Espanha |        | 162 km   |

## Saídas

### Viseu – Vila Verde da Raia

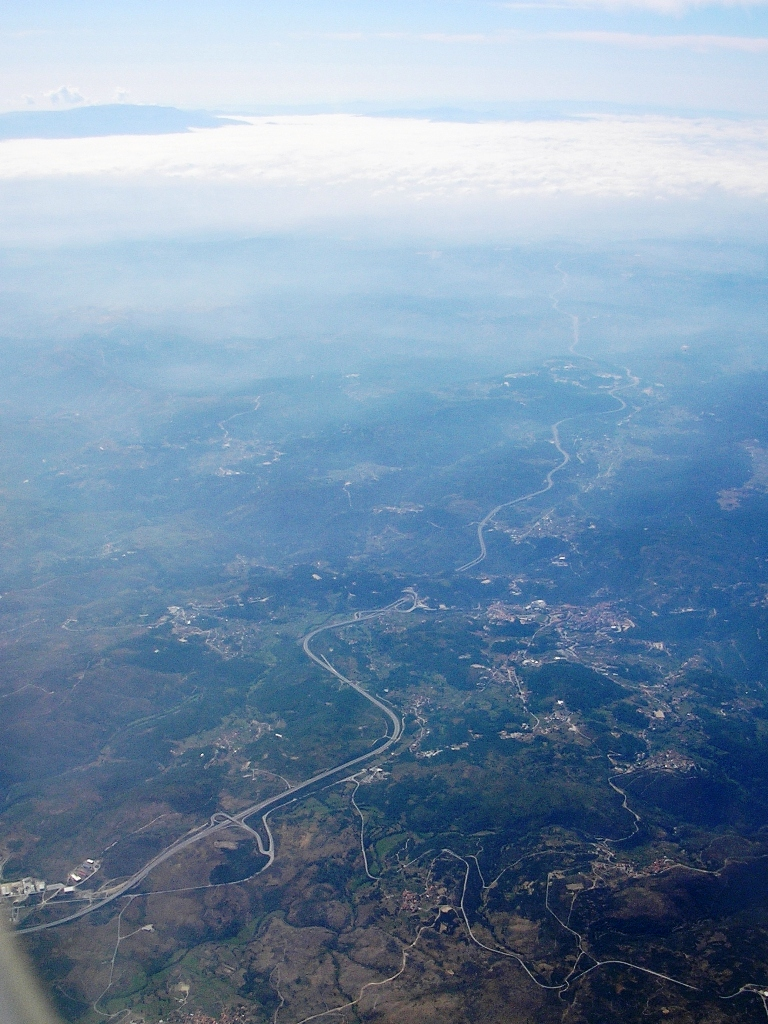
Vista aérea da A24 perto de Castro Daire. Vista de norte para sul, vislumbrando-se a Serra da Estrela no canto superior esquerdo da imagem.

| Número da saída | km   | Nome da saída                                                 | Estrada que liga     |
| --------------- | ---- | ------------------------------------------------------------- | -------------------- |
|                 |      | direção Coimbra Tondela                                       | IP 3                 |
| 1               | 162  | Aveiro / Porto A 1 Viseu / ESPANHA                            | A 25                 |
| 2               | 156  | Viseu (Norte) Vil de Souto                                    | N 337 (antigo IP 5 ) |
| 3               | 152  | Viseu (Norte) S Pedro do Sul Área de Serviço Viseu Norte - BP | N 16                 |
| 4               | 138  | Arcas Pindelo dos Milagres                                    | N 2                  |
| 5               | 132  | Carvalhal                                                     | N 2                  |
| 6               | 128  | Castro Daire São Pedro do Sul Vila Nova de Paiva              | N 225                |
| 7               | 123  | Castro Daire (norte) Cinfães                                  | N 2                  |
| 8               | 115  | Reconcos Bigorne / Resende                                    | N 2                  |
| 9               | 102  | Lamego Tarouca                                                | N 226                |
| 10              | 95   | Valdigem Armamar                                              | R 313                |
| 11              | 91   | Peso da Régua Santa Marta de Penaguião Mesão Frio             | N 2 N 108            |
| 12              | 78   | Nogueira Folhadela                                            |                      |
| 13              | 76   | Vila Real (sul) Constantim Sabrosa                            | R 313                |
| 13A             | 73   | Vila Real Porto Bragança                                      | A 4                  |
| 14              | 69   | Porto / Vila Real Bragança                                    | IP 4                 |
| 15              | 65   | Vilarinho de Samardã Fortunho                                 | N 2                  |
| 16              | 47   | Vila Pouca de Aguiar                                          | N 206                |
| 17              | 45   | Porto Guimarães Ribeira de Pena                               | A 7                  |
| 18              | 34   | Bragado Pedras Salgadas                                       |                      |
| 19              | 25,1 | Vidago                                                        | N 2                  |
| 20              | 17   | Redondelo Boticas                                             | N 103                |
| 21              | 9    | Chaves Bustelo                                                | R 507                |
| 21A             | 5    | parque industrial                                             | R 506                |
| 22              | 1    | Vila Verde da Raia                                            | N 103-5              |
|                 |      | Fronteira                                                     |                      |
|                 |      | Espanha                                                       | A-75                 |

## Obras de arte
- Viaduto de Vila Pouca de Aguiar (1300 m de comprimento, 100 metros de altura)
- Ponte Miguel Torga
- Túnel da Régua
- Túnel do Varosa
- Túnel de Castro Daire

## Áreas de serviço
As áreas de serviço da A24 são unilaterais, mas acessíveis dos dois sentidos da autoestrada.
- Área de Serviço de Viseu Norte (km 22,8)
- Área de Serviço de Castro Daire (km 67,4)
- Área de Serviço de Vila Real (km 119,1)
- Área de Serviço de Vidago (km 151,7)

## Tráfego[4]
|                                                     | 2014  | 2019  | 2024   |
| --------------------------------------------------- | ----- | ----- | ------ |
| 1 Aveiro / Guarda A 25 – 2 Viseu Norte              | 2.716 | 4.502 | 5.614  |
| 2 Viseu Norte – 3 São Pedro do Sul                  | 3.454 | 4.216 | 5.250  |
| 3 São Pedro do Sul – 4 Pindelo dos Milagres         | 4.237 | 5.458 | 6.942  |
| 4 Pindelo dos Milagres – 5 Termas do Carvalhal      | 4.228 | 5.305 | 6.418  |
| 5 Termas do Carvalhal – 6 Castro Daire Leste        | 4.163 | 5.336 | 6.635  |
| 6 Castro Daire Leste – 7 Castro Daire Norte         | 4.119 | 4.863 | 5.770  |
| 7 Castro Daire Norte – 8 Bigorne                    | 3.038 | 3.744 | 4.734  |
| 8 Bigorne – 9 Lamego                                | 3.346 | 4.001 | 4.948  |
| 9 Lamego – 10 Valdigem                              | 6.984 | 8.426 | 9.834  |
| 10 Valdigem – 11 Peso da Régua                      | 3.604 | 4.907 | 6.380  |
| 11 Peso da Régua – 12 Nogueira                      | 5.560 | 8.480 | 10.771 |
| 12 Nogueira – 13 Vila Real Sul                      | 6.325 | 9.056 | 11.183 |
| 13 Vila Real Sul – 13A Porto / Bragança A 4         | 4.761 | 8.078 | 10.790 |
| 13A Porto / Bragança A 4 – 14 Porto / Bragança IP 4 | 4.761 | 3.731 | 4.822  |
| 14 Porto / Bragança IP 4 – 15 Vilarinho de Samardã  | 5.000 | 5.699 | 6.210  |
| 15 Vilarinho de Samardã – 16 Vila Pouca de Aguiar   | 3.177 | 3.630 | 4.135  |
| 16 Vila Pouca de Aguiar – 17 Guimarães A 7          | 3.594 | 3.946 | 4.377  |
| 17 Guimarães A 7 – 18 Bornes de Aguiar              | 4.689 | 5.706 | 6.627  |
| 18 Bornes de Aguiar – 19 Vidago                     | 4.576 | 5.669 | 6.530  |
| 19 Vidago – 20 Boticas                              | 4.071 | 4.960 | 5.801  |
| 20 Boticas – 21 Chaves                              | 3.594 | 4.312 | 4.929  |
| 21 Chaves – 21A parque industrial                   | 2.593 | 3.039 | 3.418  |
| 21A parque industrial – 22 Vila Verde da Raia       | 2.825 | 3.440 | 3.655  |
| 22 Vila Verde da Raia – A-75 Espanha                | 3.260 | 3.980 | 4.354  |
| Tráfego médio diário                                | 4.111 | 5.187 | 6.252  |

## Estudos de impacto ambiental
1. Resumo Não-Técnico do IP 3/A 24 - Mealhada / Viseu [ligação inativa]